# MAN A26
De MAN A26 of MAN NL 313 is een bustype, geproduceerd door de Duitse busfabrikant MAN. De bus was bedoeld voor stedelijk gebruik en had een volledig lage vloer.

## Inzet
De bussen werden ingezet in verschillende landen, waaronder Duitsland.
| Bedrijf              | Serie     | Aantal    | Inzet     | Opmerking                                                                            |
| Duitsland            | Duitsland | Duitsland | Duitsland | Duitsland                                                                            |
| -------------------- | --------- | --------- | --------- | ------------------------------------------------------------------------------------ |
| BVG                  | 1526–1596 | 71        | Berlijn   | Enkele bussen zijn uit dienst.                                                       |
| Zweden               |           |           |           |                                                                                      |
| Arriva Sverige AB    | 6545-6550 | 6         | ??        | CNG bussen Alle bussen, op 6547 na zijn verkocht                                     |
| Borås Lokaltrafik AB | 070-078   | 9         | Borås     | CNG bussen                                                                           |
| Nobina Sverige AB    | 2223-2227 | 5         | ??        | CNG bussen Voormalig Arriva Sverige 6645, 6646, 6648, 6649 en 6650 (in die volgorde) |